# Chirurdzy (seria 2)
Drugi sezon amerykańskiego serialu medycznego Chirurdzy. Premiera w Stanach Zjednoczonych odbyła się 25 września 2005 na antenie telewizji ABC, a finał sezonu 15 maja 2006. Sezon wyprodukowany przez Touchstone Television we współpracy z Shondaland oraz The Mark Gordon Company.

## Raindrops Keep Falling On My Head
- Premiera (USA): 25 września 2005
- Reżyseria: Peter Horton
- Scenariusz: Stacy McKee
- Gościnnie wystąpili: Steven W. Bailey (Joe)
- Tytuł: tytuł odcinka odnosi się do utworu Burta Bacharacha i Hala Davida oraz piosenki B.J. Thomasa z filmu Butch Cassidy i Sundance Kid.
- Oficjalny polski tytuł: „Deszcz”

### Streszczenie
Podczas gdy Meredith i Cristina rozpamiętują swoje problemy w lokalnym barze, barman Joe traci przytomność i zostaje przewieziony do szpitala. Okazuje się, że niezbędne jest wykonanie skomplikowanej i bardzo drogiej operacji. Joe nie jest w stanie za nią zapłacić, ale George znajduje lukę w systemie prawnym szpitala i rozwiązuje ten problem.
Addison Montgomery przybywa do Seattle Grace na prośbę doktora Webbera. Ma przeprowadzić skomplikowaną operację. Prosi, aby Meredith asystowała jej przy zabiegu, co rodzi kolejne problemy. Na jaw wychodzi, że Addison zdradziła Dereka jako pierwsza (z jego najlepszym przyjacielem Markiem Sloanem). Meredith nie może wybaczyć Derekowi, że nie powiedział jej prawdy.
Doktor Webber odzyskuje zdrowie po operacji. Prosi George’a, aby dostarczał mu informacji o życiu szpitala. Preston Burke zostaje tymczasowym ordynatorem chirurgii, ponieważ według doktora Webbera jako jedyny nie pozwala problemom osobistym wpływać na swoją karierę.
Cristina wyjawia Meredith, że jest w ciąży. Nie chce jednak zdradzić, kto jest ojcem. Meredith odkrywa, że to Preston. Cristina planuje powiedzieć Prestonowi o dziecku, ale gdy ten z nią zrywa, rezygnuje ze swych zamiarów.
Relacje pomiędzy Izzie i Aleksem stają się coraz bliższe.

### Muzyka
- I Want Candy – Bow Wow Wow
- Step Away From the Cliff – Blue Eyed Son
- All I Need – Firstcom
- Looking at the World From the Bottom of a Well – Mike Doughty
- Everyday Is a Holiday – Esthero, Sean Lennon
- Feel So Free – Ivy
- The City – Joe Purdy

## Enough is Enough
- Premiera (USA): 2 października 2005
- Reżyseria: Peter Horton
- Scenariusz: James D. Parriott
- Gościnnie wystąpili: Loretta Devine (Adele Webber), Sarah Utterback (Pielęgniarka Olivia)
- Tytuł: Tytuł odcinka odnosi się do utworu Barbary Streisand i Donny Summer.
- Oficjalny polski tytuł: „Tyle wystarczy”

### Streszczenie
Podczas gdy Preston pełni funkcję szefa oddziału chirurgii, żona doktora Webbera skraca swoje wakacje, aby zaopiekować się zdrowiejącym mężem. Webber nie jest z tego powodu zadowolony. Addison Montgomery cały czas znajduje się w Seattle Grace, co powoduje napięcie w jej relacjach z Derekiem i Meredith.
Cristina i Meredith odczuwają gorycz z powodu problemów w ich związkach ze starszymi chirurgami. George po raz drugi ma romans z pielęgniarką Olivią. Jednak na koniec odcinka wyznaje, że nie widzi przyszłości dla ich związku, ponieważ „lubi inną dziewczynę” (ma na myśli Meredith).
W międzyczasie w szpitalu pojawia się para z synem, ofiary wypadku samochodowego. Kierowca drugiego auta uczestniczącego w wypadku zmarł. Ostatnią deską ratunku dla mężczyzny, który przeżył wypadek, jest częściowy przeszczep wątroby. Jedynym możliwym dawcą jest syn. Ten jednak wie, że ojciec dopuszcza się przemocy wobec matki, nie jest pewien, czy powinien zdecydować się na zabieg. Po rozmowie z Alexem, chłopak decyduje się na przeszczep, ale prosi matkę o to, aby odeszła od męża i poinformowała policję o sytuacji w rodzinie.
Miranda zajmuje się nietypowym przypadkiem mężczyzny, który ma zablokowane jelita. Nie chce przyznać się, czym jest to spowodowane, ale zdjęcie rentgenowskie wykazuje, że w jego jelitach znajduje się dziesięć głów lalek Judy (podobnych do Barbie).

### Muzyka
- Suddenly I See – KT Tunstall
- Just a Ride – Jem
- Go Tell the World – Joy Zipper
- Beautiful – Goldfrapp
- What Can I Say? – Brandi Carlile

## Make Me Lose Control
- Premiera (USA): 9 października 2005
- Reżyseria: Adam Davidson
- Scenariusz: Krista Vernoff
- Gościnnie wystąpili: Kate Burton (dr Ellis Grey)
- Tytuł: Tytuł odcinka odnosi się do utworu Erica Carmena.
- Oficjalny polski tytuł: „Dzień do wymazania”

### Streszczenie
Pojawienie się w szpitalu matki Meredith, doktor Ellis Grey, powoduje zamęt. Nikt w Seattle Grace nie wiedział, że choruje na Alzheimera. George zostaje przydzielony do jej przypadku, ale nie może jej pomóc, ponieważ Ellis myśli, że George jest jej byłym mężem, Thatcherem. Istnieje prawdopodobieństwo, że doktor Grey ma obecnie raka wątroby, ale wyniki są negatywne.
W tym samym czasie Alex zajmuje się pacjentką, która cierpi na rumieniec i chce mieć zoperowane chirurgicznie to schorzenie. Operacja niesie ze sobą duże ryzyko powikłań, ale na szczęście wszystko się udaje.
Podczas operacji z Prestonem Cristina upada na podłogę. Miranda i Izzie natychmiast przenoszą ją do innej sali operacyjnej, gdzie Addison, która wciąż jest w Seattle Grace, przeprowadza operację. Cristina ma ciążę pozamaciczną, która zostaje usunięta w czasie operacji. Preston wciąż darzy uczuciem Cristinę i jest wysoce zaniepokojony jej stanem. O dziecku dowiaduje się w czasie czytania tablicy z nadchodzącymi operacjami.
Pod koniec dyżuru Meredith nie wytrzymuje napięcia związanego z wydarzeniami z całego dnia i przyznaje Derekowi, że tęskni za nim i przez to cierpi. Mówi mu to zaraz po tym, jak Addison i Derek ponownie zbliżyli się do siebie.
Relacje pomiędzy Izzie i Aleksem są coraz lepsze, co widać, gdy Izzie broni go przed pozostałymi przyjaciółmi. Mówi, że „jest naprawdę słodki, gdy tylko się go pozna”.

### Muzyka
- Sleep – Get Set Go
- By Heart – Sylvie Lewis
- Ruby Blue – Róisín Murphy
- Fools in Love – Inara George
- Song Beneath the Song – Maria Taylor

## Deny, Deny, Deny
- Premiera (USA): 16 października 2005
- Reżyseria: Wendey Stanzler
- Scenariusz: Zoanne Clack
- Gościnnie wystąpili: Steven W. Bailey (Joe), Tsai Chin (Helen Rubenstein), Kate Burton (dr Ellis Grey)
- Tytuł: Tytuł odcinka odnosi się do piosenki Brooks and Dunn.
- Oficjalny polski tytuł: „Zaprzeczenie”

### Streszczenie
Opiekuńcza i denerwująca matka Cristiny odwiedza ją w czasie, gdy kobieta wciąż odzyskuje zdrowie po operacji. Cristina odmawia stosowania się do zaleceń lekarzy, którzy zalecają jej pozostanie w łóżku. Ustala, że pacjentka Izzie bierze lekarstwa, aby móc się leczyć w szpitalach. Początkowo Izzie i Preston nie wierzą teorii Cristiny, ale w momencie gdy okazuje się, że mocz pacjentki jest niebieski (co jest efektem branych leków), zmieniają zdanie.
Cristina musi sobie poradzić z Prestonem w związku z usuniętą ciążą. On pyta o powód ukrywania przed nim prawdy. W tym samym czasie Meredith wciąż ma problemy z Derekiem i Addison. Addison daje Derekowi papiery rozwodowe, ale Derek nie jest pewien, czy chce je podpisać. Związek pomiędzy Alexem i Izzie pogłębia się, gdy umawiają się na randkę. Alex dowiaduje się, że nie zdał egzaminu wymaganego do zostania w programie stażystów w Seattle Grace. Jednakże doktor Webber daje Aleksowi drugą szansę, stażysta może ponownie zdać egzamin.
Miranda pokazuje ukrywaną do tej pory stronę swojego charakteru, gdy jej były pacjent pojawia się ponownie w szpitalu. Pacjent jest niechętny, by dzwonić do jego rodziców i niepokoić ich czymś, co wygląda na bardzo mało znaczący problem. Młody, dwudziestoletni mężczyzna umiera na stole operacyjnym. Miranda przez ponad dziesięć minut próbuje go reanimować, ale nie przynosi to żadnego rezultatu. Dzwoni do jego domu i rozmawia z matką, która bardzo szybko sobie o niej przypomina. Miranda przekazuje jej z płaczem w głosie złe nowiny.

### Muzyka
- Catch My Disease – Ben Lee
- Ramalama (Bang Bang) – Róisín Murphy
- I Fought the Angels – The Delgados
- Infinity – Merrick

## Bring The Pain
- Premiera (USA): 23 października 2005
- Reżyseria: Mark Tinker
- Scenariusz: Shonda Rhimes
- Gościnnie wystąpili: Steven W. Bailey (Joe), Kate Burton (dr Ellis Grey), Brent Briscoe (Henry Lamott), Sally Ann Brooks (Marie Lamott), Michelle Krusiec (Anna Chue)
- Tytuł: Tytuł odcinka odnosi się do piosenki Method Man.
- Oficjalny polski tytuł: „Siła bólu”

### Streszczenie
Meredith odkrywa, że Derek nie podpisał papierów rozwodowych.
Izzy jest zła na Alexa z powodu jego obojętności podczas ich ostatniej randki.
Cristina wraca do pracy.
Na oddział trafia człowiek cierpiący na bóle dysku kręgowego. Jedynym środkiem na uśmierzenie bólu są dla niego filmy pornograficzne.
Meredith pracuje z Derekiem nad przypadkiem młodej dziewczyny, której ortodoksyjny ojciec nie wyraża zgody na operację. Meredith stawia Derekowi ultimatum.
Z powodu burzy George i Alex zostają uwięzieni w windzie wraz z postrzelonym policjantem. Sytuacja pacjenta znacznie się pogarsza. Stażyści są zmuszeni samodzielnie przeprowadzić operację. George staje na wysokości zadania i ratuje pacjenta.

### Muzyka
- When I Come Home – Blue Eyed Son
- Yellow Horse – Cowboy Racer
- Love in the Making – Róisín Murphy
- I Hear the Bells – Mike Doughty
- Don't Forget Me – Way Out West
- Not Tonight – Tegan & Sara

## Into You Like A Train
- Premiera (USA): 30 października 2005
- Reżyseria: Jeff Melman
- Scenariusz: Krista Vernoff
- Gościnnie wystąpili: Monica Keena (Bonnie), Steven W. Bailey (Joe), Bruce A. Young (Tom), Cynthia Ettinger (Jana), Juliette Jeffers (Mary), Kim Whitley (Yvonne), Michelle Arthur (Brooke)
- Tytuł: Tytuł odcinka odnosi się do piosenki zespołów Jawbreaker i Psychedelic Furs.
- Oficjalny polski tytuł: „Katastrofa”

### Streszczenie
Meredith czeka w barze Joego na Dereka. Wszystko komplikuje jednak wielka katastrofa kolejowa. Stażyści zostają wezwani do szpitala. Meredith nadal jest pod wpływem alkoholu, więc nie może pomagać rannym. Najbardziej poważnym przypadkiem przywiezionym do Seattle Grace są młoda dziewczyna i czarnoskóry mężczyzna, których w wyniku wypadku przebił na wylot stalowy pręt. Są przytomni, rozmawiają i nawet żartują. Obrażenia wewnętrzne są jednak tak duże, że nie można uratować obojga poszkodowanych – trzeba zdjąć z pręta jedno z nich, by drugie mogło przeżyć. Lekarze muszą stanąć przed dramatyczną decyzją.

### Muzyka
- Blood and Peanut Butter – B.C. Camplight
- Back Where I Was – The Hereafter
- The City Lights – Umbrellas
- Today Has Been Okay – Emilíana Torrini

## Something to Talk About
- Premiera (USA): 6 listopada 2005
- Reżyseria: Adam Davidson
- Scenariusz: Stacy McKee
- Gościnnie wystąpili: Steven W. Bailey (Joe), Elaine Kagan (Pani Griswold), Francis Guinan (Pan Verma), Joe Sikora (Shane), Michelle Ongkingco (Nicole Verma), Patti Yasutake (Pani Verma), Reni Santoni (Pan Griswold), Tyrees Allen (dr Saltzman)
- Tytuł: Tytuł odcinka odnosi się do piosenki zespołu Bonnie Raitt i Badly Drawn Boy.
- Oficjalny polski tytuł: „Coś do omówienia”

### Streszczenie
Cristina, Izzie i Meredith odkrywają największą sensację medycyny: mężczyznę, który jest w zaawansowanej ciąży. Na pierwszy rzut oka ma wszelkie charakterystyczne objawy.
Addison i Derek idą do poradni małżeńskiej. W trakcie ostrej wymiany zdań kobieta żąda, aby mąż zrezygnował z kochanki.
Koniec romansu Dereka i Meredith bardzo ucieszyłby też George’a, który już obmyśla, w jaki sposób mógłby ją pocieszyć.

### Muzyka
- Better Off Dead – The Faders
- Chewing Gum – Annie
- Since You've Been Around – Rosie Thomas
- Other Side of the World – KT Tunstall
- Get Through – Mark Joseph

## Let It Be
- Premiera (USA): 13 listopada 2005
- Reżyseria: Lesli Linka Glatter
- Scenariusz: Mimi Schmir
- Gościnnie wystąpili: Arija Bareikis (Savannah), Brittany Ishibashi (Talia), Geoffrey Rivas (Stu), Janet Rotblatt (Esme), Joseph Lyle Taylor (Weiss), Shelley Berman (Jed)
- Tytuł: Tytuł odcinka odnosi się do utworu Let It Be Beatlesów.
- Oficjalny polski tytuł: „Zostawmy to”

### Streszczenie
Derek i Addison muszą stawić czoła nowemu problemowi, który powoduje spięcia w ich związku: do Seattle Grace przybywa przyjaciółka Dereka i Addison, która chce poddać się operacji wycięcia macicy i usunięcia piersi w celu uniknięcia raka.
George nie może zrozumieć, dlaczego mężczyzna, który spadł z czwartego piętra i wciąż żyje, nie cieszy się z tego faktu. Okazuje się, że była to próba samobójcza.
Starszy mężczyzna podejmuje trudną decyzję o nieinformowaniu swojej żony o jej chorobie, chcąc polepszyć jej samopoczucie. Kobiecie zostało tylko kilka miesięcy życia. Cristina i Burke wybierają się na „normalną” randkę, w czasie której ratują życie klientowi restauracji. Doktor Webber jest niezadowolony z decyzji Bailey o dalszej karierze, aż do czasu gdy poznaje jej powód, którym jest ciąża Mirandy.

### Muzyka
- Sexy Mistake – The Chalets
- No Sleep Tonight – The Faders
- Bang Bang to the Rock n Roll – Gabin
- I Melt With You – Nouvelle Vague
- Far Away Blues – Joe Purdy
- Miss Halfway – Anya Marina

## Thanks for the Memories
- Premiera (USA): 20 listopada 2005
- Reżyseria: Michael Dinner
- Scenariusz: Shonda Rhimes
- Gościnnie wystąpili: Steven W. Bailey (Joe), George Dzundza (ojciec George’a), Tim Griffin (Ronny O’Malley), Greg Pitts (Jerry O’Malley)
- Tytuł: Tytuł odcinka odnosi się do utworu napisanego przez Franka Sinatre.
- Oficjalny polski tytuł: „Dzięki za pamięć”

### Streszczenie
Izzie przygotowuje kolację z okazji Święta Dziękczynienia.
George ze swoimi braćmi i ojcem udaje się na polowanie, w czasie którego zabija indyka, a jeden z jego braci trafia swojego ojca w pośladek. W szpitalu dochodzi pomiędzy nimi do rodzinnej kłótni.
Meredith leczy pacjenta, który zostaje wybudzony ze śpiączki po 16 latach. Mężczyzna dowiaduje się, że jego żona wyszła drugi raz za mąż. W czasie operacji krwiaka mózgu pacjent umiera.
Preston pomaga Izzie przygotować kolację, na którą w ostatnim momencie przychodzi Alex, George i Cristina.

### Muzyka
- Nu Nu (Yeah Yeah) – Fannypack
- New Song (From Me to You) – Dressy Bessy
- Too Hard – Mark McAdam
- Dance – The O.A.O.T.'s
- Serenade – Emilíana Torrini
- Not Going Anywhere – Keren Ann
- Sad Eyes – Josh Rouse

## Much too Much
- Premiera (USA): 27 listopada 2005
- Reżyseria: Wendey Stanzler
- Scenariusz: Gabrielle Stanton oraz Harry Werksman
- Gościnnie wystąpili: Curtis Armstrong (Robert Martin)
- Tytuł: Tytuł odcinka odnosi się do piosenki zespołu The Who.
- Oficjalny polski tytuł: „O wiele za dużo”

### Streszczenie
Meredith jest zawstydzona, gdy chłopak będący „przygodą na jedną noc” pojawia się w szpitalu. Okazuje się, że cierpi na priapizm – długotrwały i bolesny wzwód.
Addison z Izzie zajmują się kobietą, która jest w ciąży z pięcioraczkami. Wszystkie dzieci będą potrzebowały opieki specjalistycznej ze względu na różne schorzenia.
Zachowanie Alexa frustruje Izzie. Jednocześnie okazuje się znów niekompetentny i podaje złą dawkę leków jednemu ze swoich pacjentów. Izzie przyłapuje go na seksie z Olivią.
Cristina pyta Prestona, dlaczego zostawił jej klucz do swojego mieszkania, po czym pokazuje mu, gdzie mieszka. Preston jest zaskoczony, gdy zauważa, jak bardzo się od siebie różnią.

### Muzyka
- Night of the Dancing Flame – Róisín Murphy
- Lotion – Greenskeepers
- Crying Shame – Get Set Go
- You and Me – Lifehouse
- High – James Blunt

## Owner of a Lonely Heart
- Premiera (USA): 4 grudnia 2005
- Reżyseria: Dan Minahan
- Scenariusz: Mark Wilding
- Specjalny występ gościnny: Rosanna Arquette (Constance Ferguson)
- Gościnnie wystąpili: Curtis Armstrong (Robert Martin), Timothy Bottoms (Carl Murphy)
- Tytuł: Tytuł odcinka odnosi się do utworu „Owner of a Lonely Heart”, skomponowanego w 1983 roku przez Yes.
- Oficjalny polski tytuł: „Samotne serca”

### Streszczenie
Cristina Yang odczuwa sympatię dla Constance Ferguson, więźniarki, która połknęła żyletki, by wydostać się z odosobnienia.
W międzyczasie wszyscy stażyści zajmują się pięcioraczkami z różnymi problemami zdrowotnymi.
Złość Izzie na Alexa osiąga punkt krytyczny. Addison postanawia zostawić Izzie na noc z dzieckiem, o którym wie, że nie przeżyje. Ma to być nauczką dla stażystki, aby zbytnio nie przywiązywała się do pacjentów. Taką samą lekcję Addison otrzymała w przeszłości od doktora Webera.

### Muzyka
- I Me You – Jim Noir
- Two Step – Gemma Hayes
- Tears & Rain – James Blunt
- Sunny Road – Emilíana Torrini
- War on Sound – Moonbabies

## Grandma Got Run Over by a Reindeer
- Premiera (USA): 11 grudnia 2005
- Reżyseria: Peter Horton
- Scenariusz: Krista Vernoff
- Gościnnie wystąpili: Steven W. Bailey (Joe), Helen Slater (Nadia Shelton)
- Tytuł: Tytuł odcinka odnosi się do komediowej kolędy napisanej przez Randy Brooks i nagranej przez Elmo and Patsy.
- Oficjalny polski tytuł: „Nastrój świąteczny”

### Streszczenie
Boże Narodzenie. Młody chłopiec potrzebuje przeszczepu serca, ale jest negatywnie nastawiony do nowego serca. Jego leczenie ukazuje filozoficzne różnice pomiędzy Prestonem a Cristiną.
W międzyczasie wszyscy stażyści, nawet przekonana przez Meredith Izzie, starają się pomóc Alexowi w przygotowaniach do powtórnego egzaminu.
Mimo pogodzenia się z żoną Derek nie jest w nastroju do świętowania.

### Muzyka
- The Christmas Song – Nat King Cole
- Santa Claus Is Comin' to Town – Lou Rawls
- This Christmastime – Mascott
- Back Door Santa – Jet
- Christmas After All – Maria Taylor
- Here Comes Your Ride – Holidays On Ice
- Latke Clan – The LeeVees
- Lo, How a Rose E'er Blooming – Catie Curtis
- It Came Upon a Midnight Clear – Sixpence None the Richer

## Begin the Begin
- Premiera (USA): 15 stycznia 2006
- Reżyseria: Jessica Yu
- Scenariusz: Kip Koenig
- Gościnnie wystąpili: Kate Burton (dr Ellis Grey), Jeffrey Dean Morgan (Denny Duquette), Becca Gardner (Bex Singleton), Lauren Tom (Audrey)
- Tytuł: Tytuł odcinka odnosi się do piosenki zespołu R.E.M.
- Oficjalny polski tytuł: „Zacząć od początku”

### Streszczenie
Richard wprowadza 80-godzinną zasadę dla stażystów – maksymalnie 80 godzin pracy w tygodniu.
Meredith zostaje wysłana do domu, ponieważ zbyt długo pracowała na dyżurze. Robi pranie, po czym idzie odwiedzić swoją matkę w domu opieki, gdzie spotyka Dereka. Derek chce pomóc Ellis, ale Meredith jest temu przeciwna. Neurochirurg prosi Richarda o interwencję.
Wydaje się, że Izzie dochodzi do siebie po historii z Alexem. Pomiędzy nią a Dennym Duquette'em zaczyna się pojawiać uczucie. Denny jest pacjentem, który czeka na przeszczep serca. Bailey i Cristina mają przywieźć dla niego serce. Niestety na miejscu okazuje się, że narząd jest zbyt wyniszczony i nie nadaje do transplantacji.
W międzyczasie Addison i George leczą Bex, nastoletnią dziewczynę, która ma męskie i żeńskie narządy płciowe. George zmusza rodziców, by powiedzieli o tym dziecku i pozwolili mu wybrać płeć.
W domu Meredith pojawia się pies, który sprawia problemy i niszczy pranie Grey.

### Muzyka
- Hide Another Mistake – The 88
- One of These Days – Kraak And Smaak
- Ride – Cary Brothers
- Break Your Momma's Back – Slow Runner

## Tell Me Sweet Little Lies
- Premiera (USA): 22 stycznia 2006
- Reżyseria: Adam Davidson
- Scenariusz: Tony Phelan i Joan Rater
- Tytuł: Tytuł odcinka to cytat z piosenki Little Lies napisanej przez Fleetwood Mac.
- Oficjalny polski tytuł: „Małe kłamstwa”

### Streszczenie
Meredith i Cristina okłamują się nawzajem na temat swoich relacjach z partnerami.
George’owi zostaje przydzielone zadanie: ma pozbyć się starszej kobiety, która nie jest już chora, ale odmawia opuszczenia szpitala. Stawia również Meredith ultimatum: w mieszkaniu może zostać albo on, albo pies. Ostatecznie wycofuje swoje słowa.
Meredith zajmuje się chorą kobietą, u której spowodowany guzem podwyższony poziom serotoniny powoduje ciągłą euforie.
Izzie i Alex pomagają młodej Azjatce, która ma czkawkę spowodowaną urazami przełyku. Jej trener zmusza ją do startu w zawodach, polegających na jedzeniu, czym powoduje stan zagrażający jej zdrowiu i życiu.
Alex dowiaduje się, że zdał powtórny egzamin.
Cristina i Shepherd zajmują się muzykiem, który stracił palce jednej ręki.
Meredith pozbywa się psa, oddając go Derekowi.

### Muzyka
- A Good Thing – St. Etienne
- Monster Hospital – Metric
- Wienermobile Girl – Mike Tarantino
- I Got Some Moves – Sam Winch
- Am I Just One – Carey Ott
- Fool's Gold – Adrienne Pierce

## Break on Through
- Premiera (USA): stycznia 29, 2006
- Reżyseria: David Paymer
- Scenariusz: Zoanne Clack
- Gościnnie wystąpili: Steven W. Bailey (Joe), Kate Burton (dr Ellis Grey), June Lockhart (Agnes), Betty Garrett (Eleanor), Kali Rocha (dr Sydney Heron) Leisha Hailey (Claire Solomon)
- Tytuł: Tytuł odcinka odnosi się do piosenki zespołu The Doors.
- Oficjalny polski tytuł: „Granica”

### Streszczenie
W szpitalu Seattle Grace ma miejsce strajk pielęgniarek.
Meredith znajduje starszą pacjentkę, która ma problemy z oddychaniem i reanimuje ją. Jednak po spotkaniu z gadatliwymi przyjaciółkami pacjentki, dowiaduje się, że pacjentka nie powinna być sztucznie utrzymywana przy życiu. Szpital czeka na przybycie córki pacjentki, która ma potwierdzić przerwanie leczenia, a wyniku tego na śmierć matki.
Izzie zajmuje się nastolatką w ciąży, z którą ma dużo wspólnego. Nie tylko pochodzą z tego samego małego miasteczka, ale okazuje się też, że Izzie, że urodziła dziecko jako nastolatka. Przekonuje pacjentkę do rozważenia adopcji, czym wywołuje kłótnię z matką dziewczyny.
Cristina jest poirytowana nową, nieznośnie radosną rezydentką Sydney. Prosi Burke’a o interwencję, gdy Sydney przeprowadza ryzykowną operacje ocalenia od amputacji zainfekowanej nogi pacjentki.
Meredith jest początkowo zdenerwowana na doktora Webbera za odwiedzanie jej matki. Jednak po śmierci swojej pacjentki decyduje, że nie chce by jej matka umierała w samotności i pozwala Webberowi kontynuować wizyty.

### Muzyka
- The Suggestion Box – Aqueduct
- Wanna Fly – Vassy
- Someone To Love – Kate Earl
- Sailed On – Landon Pigg
- Scratch – Kendall Payne
- Just in Case – Leeroy

## It's The End of the World
Odcinek został nadany przez ABC tuż po finale Super Bowl 2006 i był obejrzany przez 38,1 miliona widzów.
- Premiera (USA): 5 lutego 2006
- Reżyseria: Peter Horton
- Scenariusz: Shonda Rhimes
- Gościnnie wystąpili: Cristina Ricci (Hannah Davies), Kyle Chandler (Dylan Young)
- Oficjalny polski tytuł: „Apokalipsa”

### Streszczenie
Przeczucia Meredith, że będzie miała zły dzień, spełniają się. Do szpitala przybywa pacjent, który zagraża życiu wszystkim w skrzydle operacyjnym. W przywiezionym mężczyźnie znajduje się domowej produkcji bomba, która może wybuchnąć przy najmniejszym ruchu. W Seattle Grace ogłoszony zostaje czarny alarm. Dr Bailey powraca jako pacjentka na oddział położniczy. Jednak jej mąż zostaje ciężko ranny w wypadku samochodowym w drodze do szpitala i przechodzi właśnie operację mózgu w ewakuowanym skrzydle. Paramedyk Hannah Davies, która trzyma ręką bombę, utrzymując pacjenta przy życiu, traci nerwy i ucieka, gdy anestezjolog mówi jej, co się dzieje z ludźmi, gdy wybucha bomba, po czym sam wychodzi. Wszyscy w pomieszczeniu padają na ziemi oczekując na śmierć. Bomba nie wybucha, ale teraz Meredith trzyma rękę w pacjencie i jednocześnie na bombie.

### Muzyka
- Dead Streets – The Monotypes
- Miniature Disasters – KT Tunstall
- Kaboom! – Ursula 1000
- In the Sun – Michael Stipe & Chris Martin

## As We Know It
- Premiera (USA): 12 lutego 2006
- Reżyseria: Peter Horton
- Scenariusz: Shonda Rhimes
- Gościnnie wystąpili: Cristina Ricci (Hannah Davies), Kyle Chandler (Dylan Young), Loretta Devine (Adele Webber)
- Tytuł: Tytuł odcinka odnosi się do utworu It's the End of the World as We Know It (And I Feel Fine)
- Oficjalny polski tytuł: „Złe przeczucie”

### Streszczenie
Dr Bailey ma skurcze, ale odmawia porodu. George przekonuje ją do zmiany decyzji. W czasie porodu trzyma za rękę.
Izzie i Alex uprawiają seks w jednym ze szpitalnych pomieszczeń.
Szef Webber jest pod wpływem ogromnego stresu związanego ze wszystkim, co się dzieje, w wyniku czego ma prawdopodobny zawał serca. Jednak okazuje się, że jest to tylko atak paniki i pod koniec odcinka jest już w pełni sprawny.
Mąż Bailey przeżywa, pomimo zatrzymania akcji serca.
Meredith usuwa bombę z ciała pacjenta, oddaje go Dylanowi z ekipy saperskiej, który wychodzi z sali. Krótko po wyjściu on i inny saper zostają zabici wybuchem bomby, a Meredith, która szła za oficerem z ekipy saperskiej w korytarzu, leży nieprzytomna na podłodze. Następuje odświeżenie „sceny pod prysznicem” z pierwszej części, ale w dużo poważniejszym tonie. Całkowicie ubrane Izzie i Cristina zmywają krew z będącej w szoku Meredith, a zmęczony George je obserwuje. Mężczyzna, który miał w ciele bombę, przeżył.
Preston i Derek zostają przyjaciółmi, po początkowej rywalizacji. Na końcu odcinka po raz pierwszy zwracają się do siebie po imieniu.
Cristina mówi: „ja też cię kocham” do śpiącego Prestona.
Derek odwiedza Meredith i mówi, że o mało co nie zginęła dzisiaj, na co Meredith odpowiada, że nie pamięta ich ostatniego pocałunku. Derek opowiada o nim ze szczegółami, po czym wychodzi.

### Muzyka
- I Tell Myself – Correatown
- Stay Where You Are – Ambulance Ltd
- World Spins Madly On – The Weepies
- Back in the Wild – Los Chicros remix przez Greenskeepers
- Breathe (2 AM) – Anna Nalick
- Unlike Me (wersja a'cappella) – Kate Havnevik
- Homebird – Foy Vance

## Yesterday
- Premiera (USA): 19 lutego 2006
- Reżyseria: Rob Corn
- Scenariusz: Krista Vernoff
- Story by: Mimi Schmir
- Gościnnie wystąpili: Eric Dane (dr Mark Sloan), Kate Burton (dr Ellis Grey), Jeff Perry (ojciec Meredith)
- Tytuł: Tytuł odcinka odnosi się do utworu „Yesterday” Beatlesów, jednej z najbardziej popularnych piosenek na świecie.
- Oficjalny polski tytuł: „Miniony dzień”

### Streszczenie
W Seattle Grace pojawia się dr Mark Sloan, aby przekonać Addison do kontynuacji ich związku. Derek uderza go w twarz tuż po przybyciu. Pomimo napięcia, jakie jest pomiędzy byłymi przyjaciółmi, dr Webber pozwala Sloanowi (którego stażyści nazwali „McSteamy”) asystować przy ryzykownej operacji usunięcia guzów na twarzy pacjenta, który cierpi z powodu lwiej twarzy. Mimo że pacjent zmarł, Sloan przeprowadza operacji, by spełnić życzenie pacjenta dotyczące normalnego wyglądu.
Związek Cristiny i Prestona jest poddany próbie, gdy on dowiaduje się, że Cristina wciąż wynajmuje swoje stare mieszkanie.
Izzie leczy pacjentkę ze spontanicznymi orgazmami, co powoduje, że sama zaspokaja swoje potrzeby z Alexem.
Matka Meredith mówi jej o romansie, o którym Meredith później rozmawia ze swoim ojcem, po raz pierwszy od 20 lat. Później doktor Webber mówi Ellis, że Meredith domyśla się ich przeszłości. W związku z chorobą Alzheimera dr Ellis Grey myśli, że Meredith wciąż ma pięć lat. W międzyczasie Meredith nagrywa pełne nienawiści taśmy dla swojego pacjenta, chorego na raka. George’owi nie udaje się jej powiedzieć, co do niej czuje aż do zakończenia odcinka, po czym zaczynają uprawiać seks.

### Muzyka
- Diplo Rhythm – Diplo
- Night Rocker – The Chalets
- Just One Breath – Devics
- Closer – Joshua Radin
- It Don't Matter to the Sun – Rosie Thomas
- Everybody Needs a Fence to Lean On – Headlights
- Like a Star – Corinne Bailey Rae

## What Have I Done to Deserve This?
- Premiera (USA): 26 lutego, 2006
- Reżyseria: Wendey Stanzler
- Scenariusz: Stacy McKee
- Gościnnie wystąpili: Ann Cusack (Amy); Jeffrey Dean Morgan (Denny Duquette); Sara Ramirez (dr Callie Torres); Sarah Utterback (Olivia)
- Oficjalny polski tytuł: „Karma”

### Streszczenie
Po seksualnej przygodzie Meredith i George unikają siebie w pracy. W czasie kłótni na schodach George potyka się i spada, czego skutkiem jest zwichnięty bark.
Denny zostaje ponownie przyjęty do szpitala i zbliża się do Izzie, co powoduje zazdrość Alexa.
Mimo że Bailey jest na urlopie macierzyńskim, Addison prosi ją o leczenie po poparzeniu i alergicznej reakcji na trujący dąb w wyjątkowo intymnych miejscach.
George wspomina poprzednią noc z Meredith, podczas której Meredith rozpłakała się z żalu podczas seksu. O’Malley wyprowadza się do Burke’a i Cristiny. W międzyczasie zostaje zauważony przez doktor Callie Torres, rezydentkę, która słyszała o jego operacji w windzie.

### Muzyka
- Careless Love – Madeline Peyroux
- I Hate Everyone – Get Set Go
- Be Gentle With Me – The Boy Least Likely To
- Throw It All Away – Brandi Carlile
- Slow Down – New Moscow

## Band-Aid Covers the Bullet Hole
- Premiera (USA): 12 marca, 2006
- Reżyseria: Julie Ann Robinson
- Scenariusz: Gabrielle Stanton oraz Harry Werksman
- Gościnnie wystąpili: Sara Ramirez (dr Callie Torres), Jeffrey Dean Morgan (Denny Duquette), Natalie Cole (Sylvia Booker), Teddy Dunn (Heath Mercer)
- Tytuł: Tytuł odcinka odnosi się do piosenki zespołu Scarling.
- Oficjalny polski tytuł: „Plaster na ranę”

### Streszczenie
Cristina musi zająć się dzieckiem doktor Bailey po tym, jak Miranda zostaje wezwana na salę operacyjną.
W międzyczasie George i Meredith wciąż są na siebie obrażeni. Meredith zwierza się ze swojego problemu Derekowi.
Izzie flirtuje z Dennym, który ma problemy z oddychaniem.
George i Callie leczą hokeistę, który odciął sobie palec, by zagrać w meczu.
Meredith i Derek zajmują się kobietą z tętniakiem mózgu, która nie chce poddać się operacji.
George zaprzyjaźnia się z Burke'iem.

### Muzyka
- Come Sing Me a Song – Sing-Sing
- Modern Love – The Last Town Chorus
- So Weit – The Urbs
- One – Tina Dico
- Flying High – Jem

## Superstition
- Premiera (USA): 19 marca, 2006
- Reżyseria: Tricia Brock
- Scenariusz: James D. Parriott
- Gościnnie wystąpili: Sara Ramirez (dr Callie Torres), Jeffrey Dean Morgan (Denny Duquette), Michaela Watkins (Nikki)
- Oficjalny polski tytuł: „Przesądy”

### Streszczenie
Seria śmierci podczas operacji w Seattle Grace powoduje ujawnienie się przesądów wśród lekarzy, w szczególności, że śmierć „nadchodzi trójkami i siódemkami”. Cztery zgony rankiem ciągną więc za sobą następne trzy tego samego dnia. To powoduje, że Izzie jest zdenerwowana operacją Denny'ego. Zazdrosny Alex informuje Denny'ego, że jest bardzo prawdopodobne, że nie przeżyje zabiegu, przez co powinien zerwać znajomość z Izzie.
Meredith zajmuje się pacjentką, która śledziła swojego chłopaka i spadła z drzewa trafionego piorunem, co zdaniem pacjentki jest jakimś znakiem.
Cristina zajmuje się pacjentem cierpiącym na nerwicę natręctw, a dr Webber swoją byłą sponsorką z grupy Anonimowych Alkoholików potrzebującą przeszczepu wątroby.
Izzie nie może powstrzymać łez, rozmawiając z Dennym po operacji, którą ostatecznie przeżył. Na zakończenie całuje swojego pacjenta.

### Muzyka
- You Don't Know Me – Greenskeepers
- Catalyst – Acoustic – Anna Nalick
- Free – Luke Doucet
- How to Save a Life – The Fray
- Gabriel and the Vagabond – Foy Vance
- Multiply – Jamie Lidell

## The Name of the Game
- Premiera (USA): 2 kwietnia 2006
- Reżyseria: Seith Mann
- Scenariusz: Blythe Robe
- Specjalny występ: Chris O’Donnell (Finn Dandridge)
- Gościnnie wystąpili: Sara Ramirez (dr Callie Torres), Jeffrey Dean Morgan (Denny Duquette), Jeff Perry (Ojciec Meredith), Mandy Siegfried (Molly Grey Thompson), Jusak Yang Bernhard (Ojciec Seminar), Steven W. Bailey (Joe), Emilee Wallace (Amelia Carver), Harrison Knight (Andrew Willis), Mare Winningham (Susan Grey), Laurie Metcalf (Beatrice Carver)
- Oficjalny polski tytuł: „Reguły gry”

### Streszczenie
Meredith decyduje się na celibat, poświęca się robieniu swetra na drutach. Dokładnie to samo robi Izzie.
Związek George’a i Callie kwitnie Spotykają się z Prestonem i Cristiną w mieszkaniu Burke’a, by rywalizować ze sobą w gry na skojarzenia. Uwidacznia się wtedy, jaką wagę Yang przywiązuje do wygranej. Cristinę zaczyna denerwować fakt, że razem z nią i jej chłopakiem mieszka George.
McDoc ma objawy choroby, więc Shepherd zawozi go do weterynarza.
Dr Yang udaje się na to samo seminarium co dr Webber i okazuje się od niego lepsza w trakcie ćwiczeń.
Do szpitala trafia Molly Thompson, ciężarna córka z drugiego małżeństwa Tatchera Greya, o której istnieniu Meredith nie miała pojęcia. Jej nienarodzone dziecko ma wrodzoną przepuklinę przeponową.
Burke i Karev przeprowadzają operację wycięcia małego guzka u Beatrice Carver, ale nie można jej całkowicie wyleczyć. Kobieta nie chce spędzać swoich ostatnich chwil w szpitalu, ale Alexowi udaje się ją przekonać, by została.
Shepherd i Bailey przeprowadzają kraniotomię na wybudzonym chłopcu – Andrew, który jest mistrzem literowania. Podczas zabiegu zagrożony jest jego ośrodek mowy, ale ostatecznie wszystko dobrze się kończy.
Na kolejnym seminarium z laparoskopii szef bije Cristinę na głowę.
Izzie oddaje zrobiony przez siebie na drutach sweter Danny'emu.
Yang chodzi nago po swoim mieszkaniu, twierdząc, że czuje się w nim swobodnie, podczas gdy w salonie siedzą Preston i George. Ta sytuacja zmusza Burke’a do wyrzucenia O’Malleya z apartamentu.
Meredith poznaje weterynarza, zajmującego się jej psem.

### Muzyka
- Girl, You Shout! – Dressy Bessy
- Crazy – Gnarls Barkley
- C'mon Yeah – The Sunshine
- Wreck of the Day (wersja akustyczna) – Anna Nalick
- The Fear You Won't Fall – Joshua Radin

## Blues For Sister Someone
- Premiera (USA): 30 kwietnia 2006
- Reżyseria: Jeff Melman
- Scenariusz: Elizabeth Klaviter
- Tytuł: Tytuł odcinka nawiązuje do piosenki Lenny'ego Kravitza o tym samym tytule.
- Oficjalny polski tytuł: „Rytm życia”

### Streszczenie
Weterynarz Fin zaprasza Meredith na randkę. Stan Doktora pogarsza się, Derek przywozi go do weterynarza, gdzie zastaje Meredith w samej koszuli.
Burke operuje swojego idola. Muzyk twierdzi, że musi usunąć rozrusznik serca, ponieważ nie pozwala mu on grać tak jak dawniej. Niestety, pacjent umiera podczas operacji.
Danny'emu zostaje wszczepiony LVAD.
Addison na prośbę swojej pacjentki podczas cesarskiego ciecia podwiązuje jej jajowody. Mąż pacjentki gdy dowiaduje się o „powikłaniu”, postanawia pozwać szpital.
Alex wbrew swojej woli zostaje stażystą dr Montgomery.

### Muzyka
- Love – The Sunshine
- Police and the Private – Metric
- Better Man – James Morrison
- Follow Through – Hotel Lights

## Damage Case
- Premiera (USA): 7 maja 2006
- Reżyseria: Tony Goldwyn
- Scenariusz: Mimi Schmir
- Specjalny występ: Chris O’Donnell (Finn Dandrige)
- Gościnnie wystąpili: Sara Ramirez (dr Callie Torres), Jeffrey Dean Morgan (Denny Duquette), Frances Fisher (Betty Johnson), John Cho (Marshall)
- Tytuł: Tytuł odcinka odnosi się do piosenki zespołu Motörhead.
- Oficjalny polski tytuł: „Kwestia równowagi”

### Streszczenie
Do szpitala trafia ciężarna kobieta w krytycznym stanie. Jest ona ofiarą wypadku, który spowodował stażysta chirurgii, Marshall. Zasnął on za kierownica z przemęczenia. Alex dokonuje cesarskiego cięcia i ratuje dziecko, ale kobieta umiera.
Derek jest wściekły na Meredith, że ta spotyka się z Finem.
Burke jest obrażony na Cristinę, ze zasnęła w czasie seksu.
Izzy potajemnie spędza wieczór z Dennym, grając w scrabble.

### Muzyka
- Something Good – The Legends
- Oh My Love – Inara George
- Tragedy – Brandi Carlile
- Nowhere Warm – Kate Havnevik
- On The Radio – Regina Spektor

## 17 Seconds
- Premiera (USA): 14 maja 2006
- Reżyseria: Dan Minahan
- Scenariusz: Mark Wilding
- Specjalny występ: Chris O’Donnell (Finn Dandridge)
- Gościnnie wystąpili: Sara Ramirez (dr Callie Torres), Jeffrey Dean Morgan (Denny Duquette), Ken Marino (Brad), Jesse Head (Will), Sydney Tamiia Poitier (Deborah), Michael Arden (Neal), Michael Mehlhoan (Doug Thomas)
- Oficjalny polski tytuł: „17 sekund”

### Streszczenie
Denny jest drugi na liście do przeszczepu serca. Dane o stanie zdrowia pierwszego pacjenta, zgłoszonego do programu przeszczepu, wpłynęły tylko 17 sekund wcześniej niż jego. Burke leci samolotem po serce dla Denny'ego, ale okazuje się, że jeden z dwóch dawców zmarł.
Szpital jest pełen rannych po strzelaninie w restauracji. Jedną z ofiar jest dziewczyna w ciąży, której rodzice chcą, aby jej dziecko się urodziło. Żądają oni od lekarzy, aby podtrzymywali jej czynności życiowe aż do rozwiązania.
Doctor, pies Meredith, ma raka.
Izzy jest załamana, że Denny nie dostanie serca. Postanawia wziąć sprawy w swoje ręce. Decyduje się odciąć LVAD, aby pogorszyć jego stan i zapewnić mu serce. Burke wraca do szpitala, aby sprawdzić stan Denny'ego, ale zostaje postrzelony przed szpitalem przez niezadowolonego pracownika restauracji.
Rodzice dziewczyny w ciąży postanawiają oddać jej organy do przeszczepu.

### Muzyka
- Gold Lion – Yeah Yeah Yeahs
- Somewhere a Clock Is Ticking – Snow Patrol
- Charsing Cars – Snow Patrol

## Deterioration of the Fight or Flight Response
- Premiera (USA): 15 maja 2006
- Reżyseria: Rob Corn
- Scenariusz: Tony Phelan & Joan Rater
- Specjalny występ: Chris O’Donnell (Finn Dandridge)
- Gościnnie wystąpili: Sara Ramirez (Callie Torres), Jeffrey Dean Morgan (Denny Duquette), Loretta Devine (Adele Webber), Hallee Hirsh (Claire), Tessa Thompson (Camille), Tiffany Hines (Natalie), Brooke Smith (dr Erica Hahn)
- Oficjalny polski tytuł: „Uciec czy zostać”

### Streszczenie
Wszyscy stażyści pomagają Izzy w podtrzymaniu życia Denny'ego.
Pacjentka Addison okazuje się być siostrzenica Webbera - Camille, która ma nawrót raka.
Burke musi podjąć decyzję: poczekać, aż tętniak sam się wchłonie, czy poddać się natychmiastowej operacji. Cristina nie potrafi doradzić Prestonowi i ucieka z sali. Derek postanawia zaryzykować i operować Burke’a.
Richard dowiaduje się od swojej żony, że wiedziała o jego romansie z Ellis Grey.
Bailey odkrywa cały spisek stażystów, każe im opuścić salę i nikomu nie mówić, co się tu wydarzyło. Denny dostaje serce, a operację przeszczepu przeprowadza Ericka Hahn. O przecięciu LVAD dowiaduje się szef. Może to mieć poważne konsekwencje dla szpitala.

### Muzyka
- Universe and U – KT Tunstall
- Look at Her Face – The Coral Sea
- Through the Backyards – Au Revoir Simone
- How We Operate – Gomez
- Back in Black – AC/DC

## Losing My Religion
- Premiera (USA): 15 maja 2006
- Reżyseria: Mark Tinker
- Scenariusz: Shonda Rhimes
- Specjalny występ: Chris O’Donnell (Finn Dandridge)
- Gościnnie wystąpili: Sara Ramirez (Callie Torres), Jeffrey Dean Morgan (Denny Duquette), Loretta Devine (Adele Webber), Hallee Hirsh (Claire), Tessa Thompson (Camille), Tiffany Hines (Natalie), Brooke Smith (dr Erica Hahn)
- Oficjalny polski tytuł: „Wiara utracona”

### Streszczenie
Gdy emocje po dramatycznych wydarzeniach ostatnich dni opadają, wydaje się, że wszystko wraca do normy. Pod presją udało się znaleźć nowe serce dla Denny'ego. Także operacja Prestona powiodła się, ale Cristina nadal niepokoi się o swojego chłopaka.
Callie zmusza George’a, by wyznał, co naprawdę do niej czuje.
Derek i Meredith będą musieli zdecydować, co dalej z ich wspólnym psem. Podejmują decyzję, że lepiej go uśpić, aby się nie męczył. Meredith wydaje się szczęśliwa w nowym związku z Finnem, także Derek i Addison na dobre do siebie wrócili.
Denny oświadcza się Izzy. Szef nie wie, kto odciął LVAD pacjenta, ale ma jedynie podejrzenia wobec stażystów. Zostają oni odsunięci od operacji, a w ramach kary mają przygotować bal maturalny dla śmiertelnie chorej siostrzenicy Webbera. Podczas balu Danny umiera, a Derek i Meredith uprawiają seks w pokoju zabiegowym. Gdy Izzy dowiaduje się o śmierci jej narzeczonego, przyznaje się, że odcięła LVAD i odchodzi ze stażu na chirurgii.

### Muzyka
- Under the Waves – Peter Droge
- Side 2 – Dressy Bessy
- Colors – Amos Lee
- Destination Vertical – Masha Qrella
- Grace – Kate Havnevik
- Chasing Cars – Snow Patrol

## Odcinki specjalne

### Straight to the Heart
- Premiera (USA): 8 stycznia 2006
- Narrator: Steven W. Bailey
- Oficjalny polski tytuł: „Prosto w serce”

### Under Pressure
- Premiera (USA): 23 kwietnia 2006
- Narrator: Steven W. Bailey
- Oficjalny polski tytuł: „Pod presją”